# Henning Jensen
Henning Jensen   (Nørresundby, 17 d'agost de 1949 - Aalborg, 4 de desembre de 2017) fou un futbolista danès de la dècada de 1970.
Fou 21 cops internacional amb la selecció de Dinamarca.
Pel que fa a clubs, defensà els colors de Borussia M'gladbach, Reial Madrid i AFC Ajax.